# Nemotelus roedingeri
Nemotelus roedingeri är en tvåvingeart som beskrevs av Lindner 1941. Nemotelus roedingeri ingår i släktet Nemotelus och familjen vapenflugor.
Artens utbredningsområde är Peru. Inga underarter finns listade i Catalogue of Life.